# Sociedad Estoril
La Sociedade Estoril, igualmente conocida como Sociedade de Turismo, fue una empresa portuguesa, conocida por haber llevado a cabo la electrificación y la explotación de la Línea de Cascaes.

## Historia

### Formación
Fue formada en 1905 por Fausto de Figueiredo, con el objetivo de dinamizar los potencialidades turísticos de la región de Estoril.

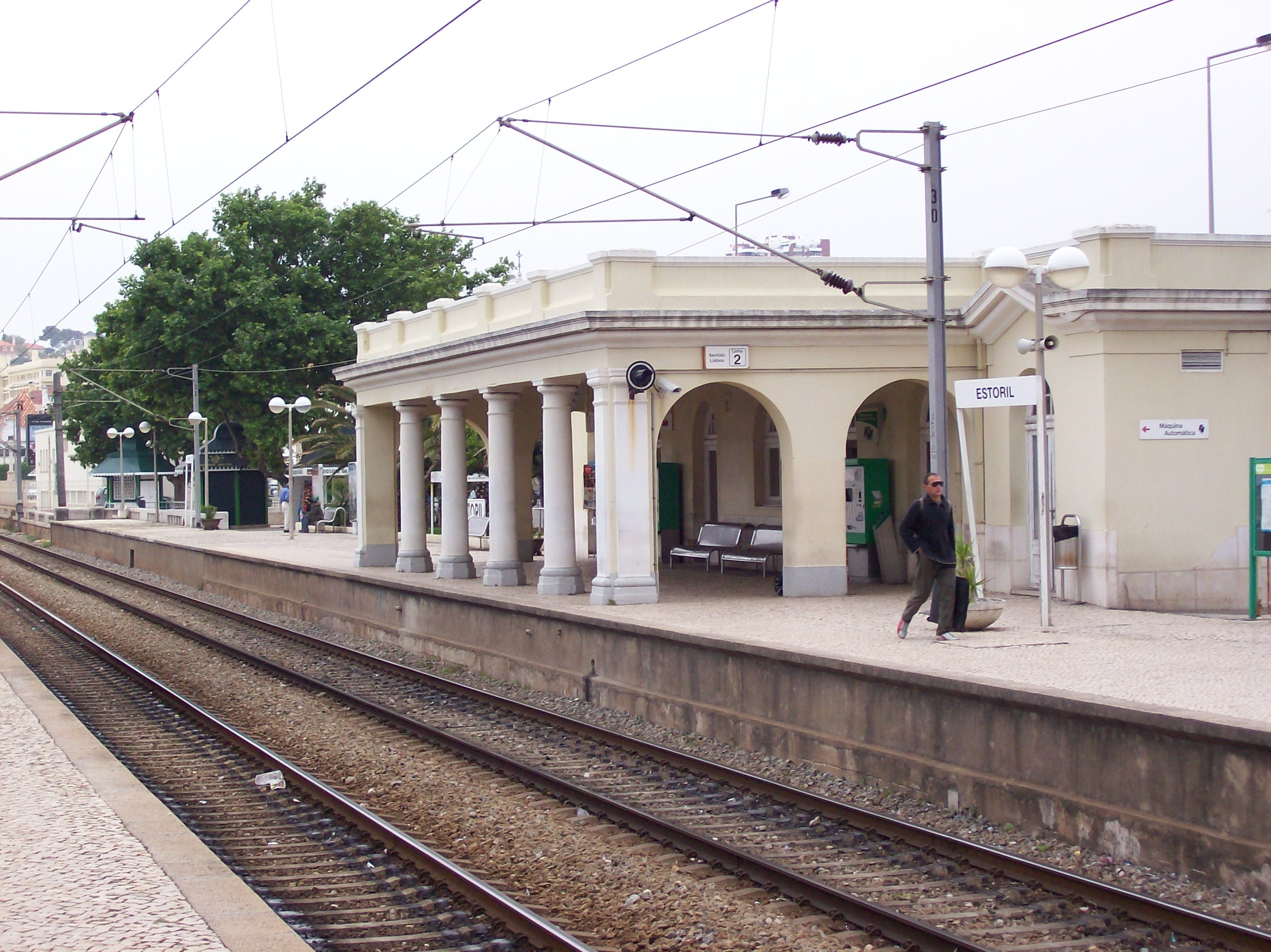
Estación de Estoril, en la Línea de Cascaes.

### Actividad
El 7 de agosto de 1908, es firmado un contrato con la Sociedade Estoril, para la adaptación de la Línea de Cascaes a la tracción eléctrica, y explotación de la línea.
El 19 de marzo de 1920, los ferroviarios de la empresa entraron en huelga, para obtener aumentos salariais, y, el 4 de  febrero de 1922, volvieron a entrar en huelga, como protesta por el despido de 11 trabajadores, que denunciaron la ley de las 8 horas de trabajo.
La tracción eléctrica de la Línea de Cascaes fue inaugurada el 15 de agosto de 1926, siendo la primera línea ferroviaria en Portugal en adoptar la tracción eléctrica. La tracción eléctrica solo fue, no obstante, aplicada definitivamente  el 22 de diciembre del mismo año. A esas alturas, esta compañía era, debido a su material circulante, técnicas utilizadas y explotación, considerada como una de las más modernas en términos ferroviarios en el país.
El 1 de enero de 1943, fue publicado el Decreto de ley nº 32.192, que aplicaba el régimen de abono de familia a los ferroviarios al servicio de, entre otras empresas, la Sociedade Estoril.
El 31 de marzo de 1951, se produjo la Tragedia de la Gibalta, un accidente ferroviario en la Línea de Cascaes que produjo varios muertos y heridos, y destruyó una unidad de material circulante; la empresa organizó un sistema de transporte alternativo mientras la línea estuvo bloqueada, de modo que minimizase los problemas de circulación asociados a este accidente.

### Extinción
La Sociedade Estoril ostentó la gestión de la explotación en la Línea de Cascaes hasta el 13 de diciembre de 1976, fecha en que terminó el contrato de arrendamiento. El 1 de enero del año siguiente, la Sociedad ya había sido extinguida, y todos los funcionarios pasaron a la compañía de los Caminhos de Ferro Portugueses.